# Globiceps fulvicollis
Globiceps fulvicollis är en insektsart som beskrevs av Jakovlev 1877. Globiceps fulvicollis ingår i släktet Globiceps, och familjen ängsskinnbaggar. Arten är reproducerande i Sverige.